# Lynda Mekzine
Lynda Mekzine (ar. ليندا مكزين ;ur. 8 października 1975) – algierska judoczka. Olimpijka z Atlanty 1996, gdzie zajęła dziewiąte miejsce w wadze półlekkiej.
Uczestniczka mistrzostw świata w 1995, 1997, 1999 i 2001. Startowała w Pucharze Świata w latach 1995-2001. Brązowa medalistka igrzysk śródziemnomorskich w 1997, 2001 i 2005. Wicemistrzyni igrzysk afrykańskich w 1999 i trzecia w 1995. Sześciokrotna medalistka mistrzostw Afryki w latach 1996 - 2005. Trzecia na akademickich MŚ w 1996 roku.

## Letnie Igrzyska Olimpijskie 1996
| Konkurencja | Eliminacje            | Eliminacje                | Repsaże                | Klas. końcowa |
| Konkurencja | Przeciwnik I          | Przeciwnik II             | Przeciwnik I           | Miejsce       |
| ----------- | --------------------- | ------------------------- | ---------------------- | ------------- |
| 52 kg       | Sharon Rendle (GBR) Z | Ewa Larysa Krause (POL) P | Almudena Muñoz (ESP) P | 9.            |